# Gymnostachyum decurrens
Gymnostachyum decurrens är en akantusväxtart som beskrevs av Otto Stapf. Gymnostachyum decurrens ingår i släktet Gymnostachyum och familjen akantusväxter. Utöver nominatformen finns också underarten G. d. robinsonii.